# Kak (gruppo musicale)
I Kak sono stati un gruppo rock psichedelico statunitense formatosi a Davis, California, su iniziativa del cantante e chitarrista Gary Lee Yoder. La band fu attiva tra il 1967 ed il 1969.

## Storia
I Kak si formarono a Davis, in California, alla fine del 1967, su iniziativa del cantante, cantautore e chitarrista ritmico Gary Lee Yoder e del chitarrista Dehner Patten. Entrambi venivano dall'esperienza con The Oxford Circle, un gruppo musicale garage rock che in seguito aderì alla prima ondata psichedelica. Oltre ai due, entrarono nei Kak Joe Dave Damrell al basso e al sitar, e Chris Lockheed alla batteria e al clavicembalo. Fu in seguito all'incontro con il cantautore e produttore discografico Gary Grelecki, che la band firmò un contratto con la Epic Records.
La band pubblicò un solo album omonimo nel 1969, con tutte le canzoni scritte o co-scritte da Yoder, alcune con Grelecki, in uno stile influenzato da artisti come Moby Grape, Quicksilver Messenger Service, Grateful Dead e Donovan. La band pubblicò anche due singoli intitolati Everything's Changing e I've Got Time, che ebbero uno scarso successo commerciale.
Damrell lasciò la band prima della fine del 1968 ed i Kak si sciolsero all'inizio del 1969. Dopo un singolo da solista, Yoder si unì ai Blue Cheer.
Nonostante lo scarso successo commerciale, l'album divenne in seguito una rarità ricercata dai collezionisti, ristampato come bootleg e  in seguito ufficialmente come CD con materiale aggiuntivo nel 1999.

## Formazione
- Gary Lee Yoder
- Dehner Patten
- Joe Dave Damrell
- Chris Lockheed

## Discografia
- 1969 – Kak